# Giovanni Antonio Giustiniani
Il Serenissimo Giovanni Antonio Giustiniani (Madrid, 1676 – Genova, 1735) fu il 142º doge della Repubblica di Genova e re di Corsica.

## Biografia

Stemma nobiliare dei Giustiniani

Esponente della famiglia Giustiniani, nacque a Madrid intorno al 1676. Con la maggiore età il nome di Giovanni Antonio Giustiniani compare in diverse corti europee quali Lisbona, Vienna, Berlino, Parigi e Londra.
Poco prima di salire al dogato fu lui, in qualità di delegato rappresentante della Repubblica di Genova, a trattare nell'agosto 1713 con l'imperatore Carlo VI la definitiva cessione del Marchesato di Finale verso i domini dello stato genovese dietro un pagamento di 1.250.000 scudi; Filippo Cattaneo De Marini venne nominato primo "governatore genovese" a Finale che andò a troncare un secolare rapporto politico ed economico tra il piccolo marchesato del ponente ligure con il Regno di Spagna.
Le elezioni del 22 settembre 1713 lo elessero nuovo doge della Repubblica di Genova: il novantasettesimo in successione biennale e il centoquarantaduesimo nella storia repubblicana. In qualità di doge fu investito anche della correlata carica biennale di re di Corsica.
Nel suo mandato biennale sono ricordate negli annali genovesi le visite ufficiali della regina consorte di Polonia Cristiana Eberardina di Brandeburgo-Bayreuth (moglie del re Augusto II di Polonia) nel giugno del 1714 e a settembre dello stesso anno la futura sposa del sovrano Filippo V di Spagna, Elisabetta Farnese.
Terminò il mandato il 22 settembre del 1715. Non ottenne l'approvazione dei supremi sindacatori perché aveva ordinato la completa demolizione di Castel Gavone a Finale Ligure senza la necessaria autorizzazione dei Collegi e non ricoprì più alcun incarico pubblico.
Morì a Genova intorno al 1735, senza contrarre matrimonio e senza prole. Fu sepolto nella non più esistente chiesa di San Domenico.